# ハインリヒ1世 (リンブルフ伯)
ハインリヒ1世（Heinrich I., 1059年 - 1119年ごろ）は、リンブルフ伯（在位：1082年 - 1119年）、下ロートリンゲン公（在位：1101年 - 1106年）。

## 生涯

### 出自
文献によると、ハインリヒ1世はヴァルラム2世の息子とされる。父とされるアルロン伯ヴァルラム2世は初代リンブルフ伯（ヴァルラム1世）となり、母ユーディト（ユッタ）は下ロートリンゲン公フリードリヒ・フォン・ルクセンブルクの娘でリンブルフの女子相続人であった。
一方、父ヴァルラム2世の統治中の1061年ごろの記録に「リンブルフ伯ウド」の名が確認できる。したがってヴァルラム2世とウドは同一人物と考えられ、しばしばヴァルラム＝ウドの名で記されることがある。
別の文献ではヴァルラム2世とウドは2人の異なる人物であり、ヴァルラム2世はアルロン伯でユーディトの夫であるが、リンブルフ伯とは記されていない。ウドは1061年ごろのリンブルフ伯で、下ロートリンゲン公フリードリヒの弟ザルム伯ギゼルベルトの娘ユッタと結婚したとされる。アルロン伯領とリンブルフ伯領の併合は、初代リンブルフ伯（おそらくウド）の息子ハインリヒ1世がアルロン伯ヴァルラム2世の女子相続人と結婚したことにより行われたという。この妻は、ハインリヒ1世の2番目の妻とされるアーデルハイト・フォン・ポッテンシュタインではなく、子供たちの母親とされている。

### 公位をめぐる争い
リンブルフ伯ハインリヒ1世は、1101年に神聖ローマ皇帝ハインリヒ4世により下ロートリンゲン公に任じられた。皇帝とその息子（ハインリヒ5世）の間に起こった権力闘争の中で、ハインリヒ1世は皇帝に忠実であり続け、その結果、1106年にルーヴェン伯ゴドフロワ1世に公位を奪われた。下ロートリンゲン公の称号と支配権をめぐって、リンブルフ＝アルロン家とルーヴェン＝ブラバント家の間で争いが続いた。1128年にハインリヒ1世の息子ヴァルラム3世（リンブルフ伯では2世、1119年 - 1139年）は、後の皇帝ロタール3世より下ロートリンゲン公位を与えられた。1139年、コンラート3世はルーヴェン＝ブラバント家に下ロートリンゲン公位を返還した。その後、ヴァルラムの息子ハインリヒ2世が翌1140年にリンブルフ公となり状況は落ち着いた。

## 子女
伝承によると、ハインリヒ1世はアーデルハイト・フォン・ポッテンシュタインと結婚し、以下の子女をもうけた。一方で別の文献によると、最初にアルロン伯ヴァルラム2世の娘と結婚して以下の子女をもうけ、2度目にアーデルハイト・フォン・ポッテンシュタインと結婚したという。
- ヴァルラム3世（2世）（1085年頃 - 1139年） - アルロン伯（1115年 - 1119年）、リンブルフ伯（2世）およびヴァッセンベルク領主（1119年 - 1139年）、下ロートリンゲン公（1128年 - 1139年）
- アグネス（1136年没） - プテレンドルフ伯フリードリヒ4世・フォン・ゴーゼック（1125年没）と結婚、フェッケンシュテット領主ヴァロ2世（1126年没）と結婚
- アーデルハイト（1144/46年没） - アルンスベルク伯フリードリヒ短気伯（1124年没）と結婚、クーノ・フォン・ホルブルク（1138/39年没）と結婚、ダッハウ伯コンラート2世（1159年没）と結婚
- マティルデ - ラ・ロッシュ伯アンリ1世（ナミュール家）と結婚